# Asklepios Klinik Parchim
Die Asklepios Klinik Parchim ist ein Akutkrankenhaus in der Stadt Parchim im Südwesten von Mecklenburg-Vorpommern.

## Profil
Im Jahr 1905 wurde in Parchim ein Krankenhaus gegründet. Die Asklepios-Kliniken übernahmen das Krankenhaus 1998, sanierten das Haupthaus und errichteten einen Neubau am aktuellen Standort.
Mit 135 Betten gehört die Klinik in Parchim zu den kleinen deutschen Krankenhäusern. Jährlich werden rund 6.300 Patienten stationär und 2.000 ambulant von etwa 30 Ärzten und 130 Pflegekräften behandelt (Stand: Dezember 2024).
Die Klinik sichert die medizinische Grundversorgung für den Landkreis Ludwigslust-Parchim und ist ein Akademisches Lehrkrankenhaus der Universität Rostock.

## Abteilungen
Die Asklepios Klinik Parchim umfasst die nachfolgend aufgeführten medizinischen Fachbereiche (Stand: März 2025).
- Allgemein- und Viszeralchirurgie
- Anästhesie, Intensivmedizin und Schmerztherapie
- Geburtshilfe
- Geriatrie
- Gefäßchirurgie
- Gynäkologie
- Innere Medizin
- Kardiologie und Angiologie
- Notfallzentrum
- Onkologische Schwerpunktpraxis (in Kooperation mit drei wichtigen Tumorzentren)
- Orthopädie und Unfallchirurgie
- Physiotherapie

## Medizinische Versorgungszentren
Das Krankenhaus in Parchim kooperiert mit den Medizinischen Versorgungszentren „Asklepios MVZ Vorpommern, Standort Parchim“ mit folgenden räumlich integrierten Praxen (Stand: März 2025).
- Radiologie
- Kinder- und Jugendheilkunde
- Hausarztpraxis